# Matwij Ponomarenko
Matwij Rusłanowycz Ponomarenko, ukr. Матвій Русланович Пономаренко (ur. 11 stycznia 2006 w miasteczku Mironówka w obwodzie kijowskim) – ukraiński piłkarz występujący na pozycji napastnika w klubie Dynamo Kijów.

## Kariera klubowa
Wychowanek klubów Dynamo Kijów i Zoria Ługańsk, barwy których bronił w juniorskich mistrzostwach Ukrainy (DJuFL). Karierę piłkarską rozpoczął 3 listopada 2023 roku w podstawowej drużynie Dynama Kijów.

## Kariera reprezentacyjna
Występował w juniorskiej reprezentacjach Ukrainy U-17 i U-19.

## Sukcesy

### Sukcesy reprezentacyjne
Ukraina U-19
- brązowy medalista Mistrzostw Europy U-19: 2024

### Sukcesy klubowe
Dynamo Kijów
- wicemistrz Ukrainy: 2023/24